# 阿比和阿弟的冒險
《阿比和阿弟的冒險》（英語：Bill & Ted's Excellent Adventure）是一部1989年美國科幻喜劇片，由 史蒂芬·哈瑞克執導，克里斯·馬西森和艾德·所羅門共同撰寫劇本，艾力克斯·溫特、基努·李維及喬治·卡林主演。故事描述懶人比爾（阿比）與泰德（阿弟）為了高中歷史作業而透過時間旅行來收集各種知名的歷史人物。
該片於1989年2月17日在美國上映，普遍取得正面好評及成功的票房。續集《阿比阿弟暢遊鬼門關》於1991年上映，於2020年上映。

## 演員
- 基努·李維飾演西奧多·「泰德」·羅根（Theodore "Ted" Logan）
- 艾力克斯·溫特飾演威廉·「比爾」·S·普雷斯頓（William "Bill" S. Preston Esq.）
- 喬治·卡林飾演魯佛斯（Rufus）
- 泰瑞·卡米萊里（英语：Terry Camilleri）飾演拿破崙
- 丹·沙爾（英语：Dan Shor）飾演比利小子
- 東尼·史提德曼（英语：Tony Steedman）飾演蘇格拉底
- 羅德·羅密士（英语：Rod Loomis）飾演西格蒙德·佛洛伊德
- 阿爾·梁（英语：Al Leong）飾演成吉思汗
- 珍·薇德琳（英语：Jane Wiedlin）飾演聖女貞德
- 羅伯特·V·巴隆（英语：Robert V. Barron）飾演亞伯拉罕·林肯
- 克利福德·大衛（英语：Clifford David）飾演路德維希·范·貝多芬
- 伯尼·凱西（英语：Bernie Casey）飾演萊恩先生（Mr. Ryan）